# Línea 11 (Bus Castellón)
La línea 11 del Transport Urbà de Castelló (TUCS) une la calle Rafalafena con la Universidad Jaime I (UJI). 

## Frecuencias
La línea 11 solo presta su servicio los fines de semana y festivos de los meses de julio y agosto.
| Ambos sentidos                                | Ambos sentidos                           | Ambos sentidos |
| Día                                           | Horario                                  | Frecuencia     |
| --------------------------------------------- | ---------------------------------------- | -------------- |
| De lunes a viernes                            | IDA: 07:00 a 22:00 VUELTA: 07:30 a 22:00 | 30'            |
| Sábados, domingos y festivos (julio y agosto) | IDA: 07:30 a 21:30 VUELTA: 08:00 a 22:00 | 60'            |

## Recorrido
| Dirección UJI        | Dirección UJI                        | Dirección UJI |
| N.º                  | Parada                               | Enlaces       |
| -------------------- | ------------------------------------ | ------------- |
|                      | C/ RAFALAFENA (BIBLIOTECA)           |               |
|                      | C/ Rafalafena (Maria Agustina)       |               |
|                      | Pl Clavé, 24                         |               |
|                      | Ronda Magdalena (Capuchinos)         |               |
|                      | Avda. Quevedo, 4                     |               |
|                      | Avda. Vall D'Uxó, 47                 |               |
|                      | Av. Cardenal Costa (Frente Ford)     |               |
|                      | Paseo de la Universidad, 8           |               |
|                      | Paseo de la Universidad, 34          |               |
|                      | UJI (DAVANT CAMPUS) AV. SOS BAYNAT   |               |
|                      | UJI                                  |               |
| Dirección RAFALAFENA |                                      |               |
| N.º                  | Parada                               | Enlaces       |
|                      | UJI                                  |               |
|                      | UJI (DAVANT CAMPUS) AV. SOS BAYNAT   |               |
|                      | Paseo de la Universidad, 34          |               |
|                      | Paseo de la Universidad, 11          |               |
|                      | Paseo Morella (Estación Intermodal)  |               |
|                      | Avda. Espronceda                     |               |
|                      | C/ Joaquín Costa, 9                  |               |
|                      | Plaza Clavé, 10                      |               |
|                      | Plaza Maria Agustina (C/ Gobernador) |               |
|                      | C/ Gobernador (Pza. Cardona Vives)   |               |
|                      | Plaza Juez Borrull                   |               |
|                      | Avda. Hermanos Bou, 26               |               |
|                      | C/ Pablo Iglesias, 10                |               |
|                      | C/ Columbretes, 2                    |               |
|                      | Ciudad de la Justicia                |               |
|                      | C/ Columbretes, 25                   |               |
|                      | C/ Rafalafena                        |               |
|                      | C/ RAFALAFENA (BIBLIOTECA)           |               |